# Бугруватка (Чугуївський район)
Бугрува́тка — село в Україні, у Вовчанській міській громаді Чугуївського району Харківської області. Населення становить 12 осіб. До 2020 орган місцевого самоврядування — Гатищенська сільська рада.

## Історія
12 червня 2020 року, відповідно до Розпорядження Кабінету Міністрів України  № 725-р «Про визначення адміністративних центрів та затвердження територій територіальних громад Харківської області», увійшло до складу Вовчанської міської громади.
19 липня 2020 року, в результаті адміністративно-територіальної реформи та ліквідації Вовчанського району, село увійшло до складу Чугуївського району.
5 грудня 2022 року - зазнало обстрілів з різнокаліберної артилерії, з боку російського агресора.

## Географія
Село Бугруватка знаходиться на правому березі Печенізького водосховища (річка Сіверський Донець) в місці впадання в нього річки Стариця, це місце вважається початком Печенізького водосховища. Примикає до села Стариця, на протилежному березі село Приліпка, за 7 км розташоване м. Вовчанськ, село оточує великий лісовий масив (дуб).